# Edward Muller (męczennik)
Eduard Muller (ur. 20 sierpnia 1911 w Neumünster; zm. 10 listopada 1943 w Hamburgu) – niemiecki prezbiter, męczennik, błogosławiony Kościoła katolickiego.

## Życiorys
Eduard Muller dorastał w bardzo biednej rodzinie. Pracował jako stolarz, a w 1940 roku otrzymał święcenia kapłańskie. Pracował z grupą młodzieży. Podczas trwania II wojny światowej został aresztowany w dniu 10 listopada 1943 roku i został ścięty na gilotynie tego samego dnia. Miał wówczas 32 lata. Został beatyfikowany przez papieża Benedykta XVI w dniu 25 czerwca 2011 roku.